# 卷卷初恋
《卷卷初恋》（韓語：고백의 역사）是2025年上映的Netflix韩国青春爱情片，由电影《十个月的未来》导演南宫善执导，孔明、申銀秀、車禹閔、尹相现和康美娜主演，将于2025年8月29日通过Netflix在全球上线播出。

## 剧情概要
影片讲述发生在1998年的一段故事，19岁的少女朴世莉为了向暗恋对象告白人生中最重要的一次心意，策划了“拉直天然爆炸卷发”的大作战，却意外与转学生韩允锡产生交集，并由此展开了一段令人心动的青春罗曼史。

## 演员阵容
- 孔明 饰演 韩允锡，从首尔转学到釜山但身世成谜的转学生。[2]
- 申銀秀 饰演 朴世莉，因遗传性爆炸卷发而从未成功告白过的女高中生。[2]
- 車禹閔 饰演 金贤，校园里最受欢迎的男生。[2]
- 尹相现 饰演 白成来，朴世莉的同班同学，协助她展开告白计划。[2]
- 康美娜 饰演 高仁静，朴世莉的好友、“情敌”。[2]

## 制作

### 选角
2024年6月，媒体报道孔明有望主演电影《十个月的未来》导演南宫善执导的新片《告白的历史》，影片由《82年生的金智英》的制作公司春风电影公司制作；同年9月，媒体报道崔奎莉有望参演。2024年9月，Netflix正式宣布制作该片，并由孔明、申銀秀、車禹閔、尹相现和康美娜主演。

### 拍摄
影片于2024年10月前后开始拍摄并在釜山取景，2025年3月前后杀青。

## 发行
2025年8月发布首款预告片和预告海报，宣布定于同月29日通过Netflix全球上线播出。